# قره‌گنبد علیا
قره‌گنبد علیا یکی از روستاهای استان آذربایجان شرقی است که در دهستان چاراویماق شرقی بخش شادیان شهرستان چاراویماق واقع شده‌است.این روستا ۱۲۰ نفر جمعیت دارد.